# Burmistrzowie i prezydenci Nowego Sącza
Burmistrzowie i prezydenci Nowego Sącza – burmistrzowie i prezydenci miasta Nowego Sącza bądź osoby pełniące tę funkcję.
Urząd burmistrza miasta funkcjonował w Nowym Sączu od 1467 do 1934 roku. Urząd prezydenta miasta funkcjonował w latach 1934–1939, 1945-50 i ponownie od 1975 roku. W latach 1950–73 kompetencje prezydenckie posiadał przewodniczący Prezydium Miejskiej Rady Narodowej, a w latach 1973-75 naczelnik miasta. Faktycznym organizatorem pracy administracji miejskiej w latach 1945-50 był wiceprezydent Antoni Górka.

## Zabór austriacki[1]
- Wenzel Herold (do ok. 1846)[2]
- posada nieobsadzona (ok. 1846/1847)[3]
- Michał Fiałkiewicz (od ok. 1847 do ok. 1853)
- Jakub Krulikiewicz (ok. 1853/1854)[4]
- Julian Gutowski (styczeń 1867 – 1870)
- Onufry Prus Trębecki (1870)
- Johan Johannides (czerwiec 1870 – 1872)
- Walenty Brzeski (sierpień 1872 – wrzesień 1873)
- Ignacy Płochocki (wrzesień 1873 – grudzień 1876)
- Włodzimierz Olszewski (styczeń 1877 – 1887)
- Karol Slawik (marzec 1887 – listopad 1894)
- Lucjan Lipiński (1894 – 1899)
- Władysław Barbacki (1900 – 1914)

## I wojna światowa[1]
- Wiktor Oleksy [pełniący obowiązki burmistrza] (1914 – 1920)

## Dwudziestolecie międzywojenne[1]
- Wiktor Oleksy (11 marca 1920 – 2 marca 1925)
- Roman Sichrawa [komisarz rządowy na miasto Nowy Sącz] (kwiecień 1925 – 10 grudnia 1927)
- Roman Sichrawa (10 grudnia 1927 – 1934)
- Stanisław Nowakowski (1934 – 25 sierpnia 1939)

## Okupacja niemiecka ziem polskich[1]
- Roman Sichrawa [pełniący tymczasowe obowiązki prezydenta miasta] (6 września 1939 – październik 1939)

Komisarze miasta z nadania okupacyjnych władz niemieckich (Komisaryczny Zarząd Miasta):
- Dr Hein
- Dr Fryderyk Schmidt
- Dr Muller
- Dr Heinisch

## Polska Rzeczpospolita Ludowa
- Roman Sichrawa (styczeń do 13 kwietnia 1945)[5]
- Józef Konieczny (czerwiec 1945–czerwiec 1946)
- Józef Wilczyński (czerwiec 1946–1 grudnia 1948)
- Józef Nodzyński (13 października 1949–15 czerwca 1950)
- Franciszek Gunia (1950–1954)
- Władysław Jabłoński (1954–1956)
- Janusz Pieczkowski [Przewodniczący Prezydium Miejskiej Rady Narodowej] (23 listopada 1956–1972)[1]
- Janusz Pieczkowski [Naczelnik miasta] (1973–1975)[1]
- Wiesław Oleksy (1975–1981)
- Bolesław Basiński (1981–1984)[6]
- Zdzisław Pawlus (1984–1988)[6]
- Marian Cycoń (1988–1990)[6][7]

## III Rzeczpospolita
- Jerzy Gwiżdż (12 czerwca 1990 – 1994)[1][8][9]
- Andrzej Czerwiński (1994 – 2001)[10]
- Ludomir Krawiński (2001 – 2002)
- Józef Antoni Wiktor (2002 – 2006)
- Ryszard Nowak (2006 – 2018)[11]
- Ludomir Handzel (od 2018)